# Langen bei Bregenz
Langen bei Bregenz est une commune autrichienne du district de Brégence dans le Vorarlberg, dont la population était de 1 405 habitants au 1er janvier 2018.

## Personnalités
- Franz Pfanner (1825-1909), fondateur des missionnaires de Mariannhill